# Molophilus binyana
Molophilus binyana är en tvåvingeart som beskrevs av Günther Theischinger 1992. Molophilus binyana ingår i släktet Molophilus och familjen småharkrankar. Inga underarter finns listade i Catalogue of Life.